# Hostal Maçanet-Massanes
L'Hostal Maçanet-Massanes és una obra de Massanes (Selva) inclosa a l'Inventari del Patrimoni Arquitectònic de Catalunya.

## Descripció
És un edifici aïllat, situat al barri de l'Empalme, al costat de la via del tren, dins el municipi de Massanes. L'edifici, de planta baixa i pis, està cobert en part per un terrat i en part per una teulada a doble vessant desaiguada al terrat i a la façana posterior.
A la façana, de gust neoclàssic, a la planta baixa, hi ha la porta d'entrada en arc de llinda, que es troba flanquejada per dues finestres també en arc de llinda. Al pis, hi ha un gran balcó i tres obertures que hi donen acces. Totes les obertures estan coronades per frontons d'estil clàssic amb motius florals. La façana queda coronada per una cornissa i per la barana del balccó, de pedra, decorada amb elements florals.

## Història
L'edifici fou construït el 1880, igual que l'estació de ferrocarril, i fou impulsat per Narcís Vilaseca, de Can Ramillans, per tal que el barri de l'Empalme tingués un local comercial i d'esbarjo.
El 1902, tal com indica la data sobre una de les finestres, l'edifici es reformà. La família Llach de Salt regentà el local fins al 1924 quan passà a mans del senyor Privat i d'aquí el nom de l'hostal. Durant les anys vuitanta del segle xx hi hagué una botiga de queviures.